# Auburn (Geórgia)
Auburn é uma cidade localizada no estado americano de Geórgia, no Condado de Barrow e Condado de Gwinnett.

## Demografia
Segundo o censo americano de 2000, a sua população era de 6904 habitantes.
Em 2006, foi estimada uma população de 7261, um aumento de 357 (5.2%).

## Geografia
De acordo com o United States Census Bureau tem uma área de 
13,8 km², dos quais 13,8 km² cobertos por terra e 0,0 km² cobertos por água. Auburn localiza-se a aproximadamente 306 m acima do nível do mar.

## Localidades na vizinhança
O diagrama seguinte representa as localidades num raio de 16 km ao redor de Auburn. 